# Teqvoly

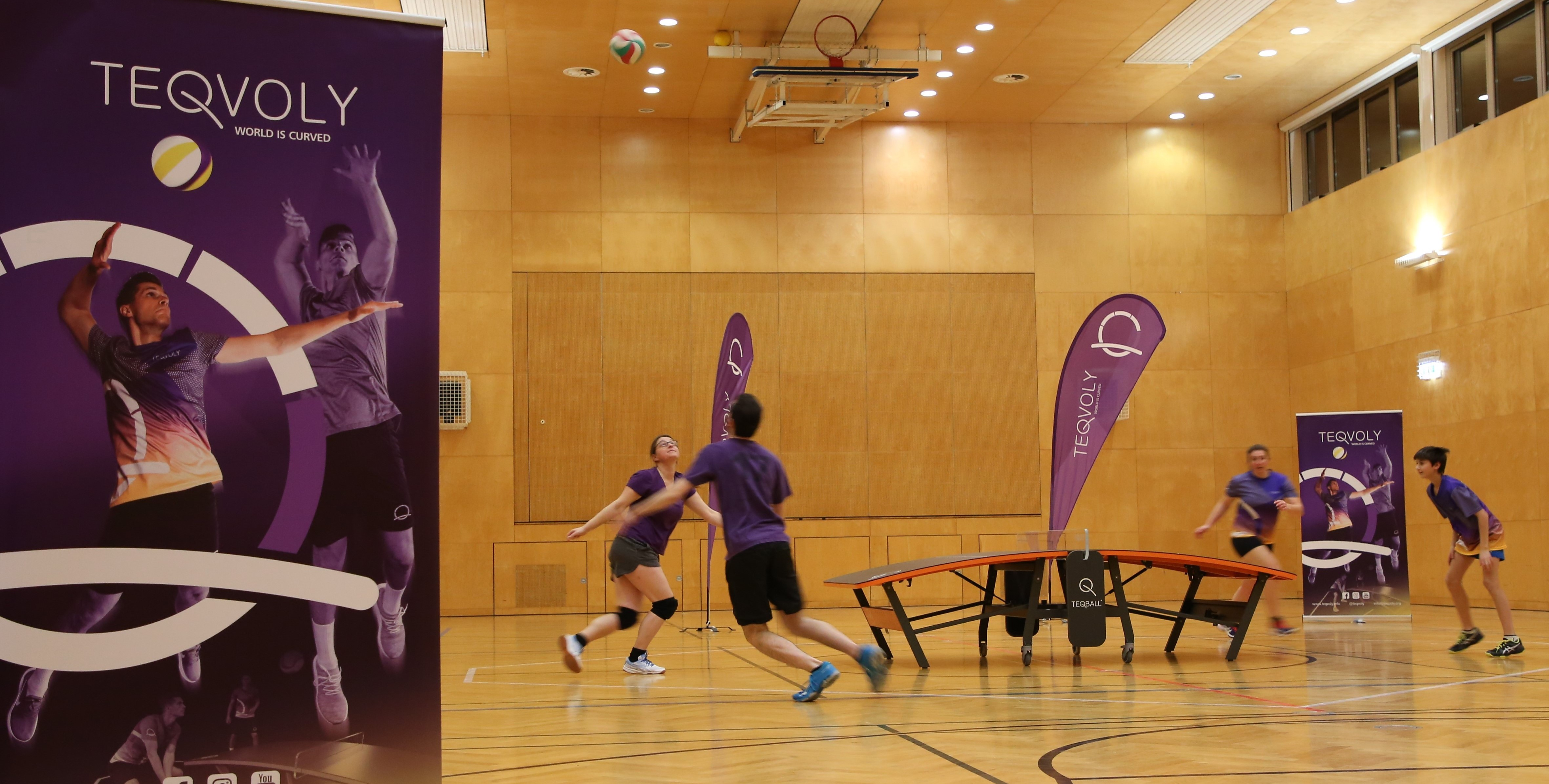
Teqvoly-Spiel in Hart (Österreich)

Teqvoly ist eine Trendsportart, die Volleyball mit Tischtennis verbindet. Sie wurde in Ungarn entwickelt, wo 2019 auch die erste Weltmeisterschaft ausgetragen wurde.

## Regeln

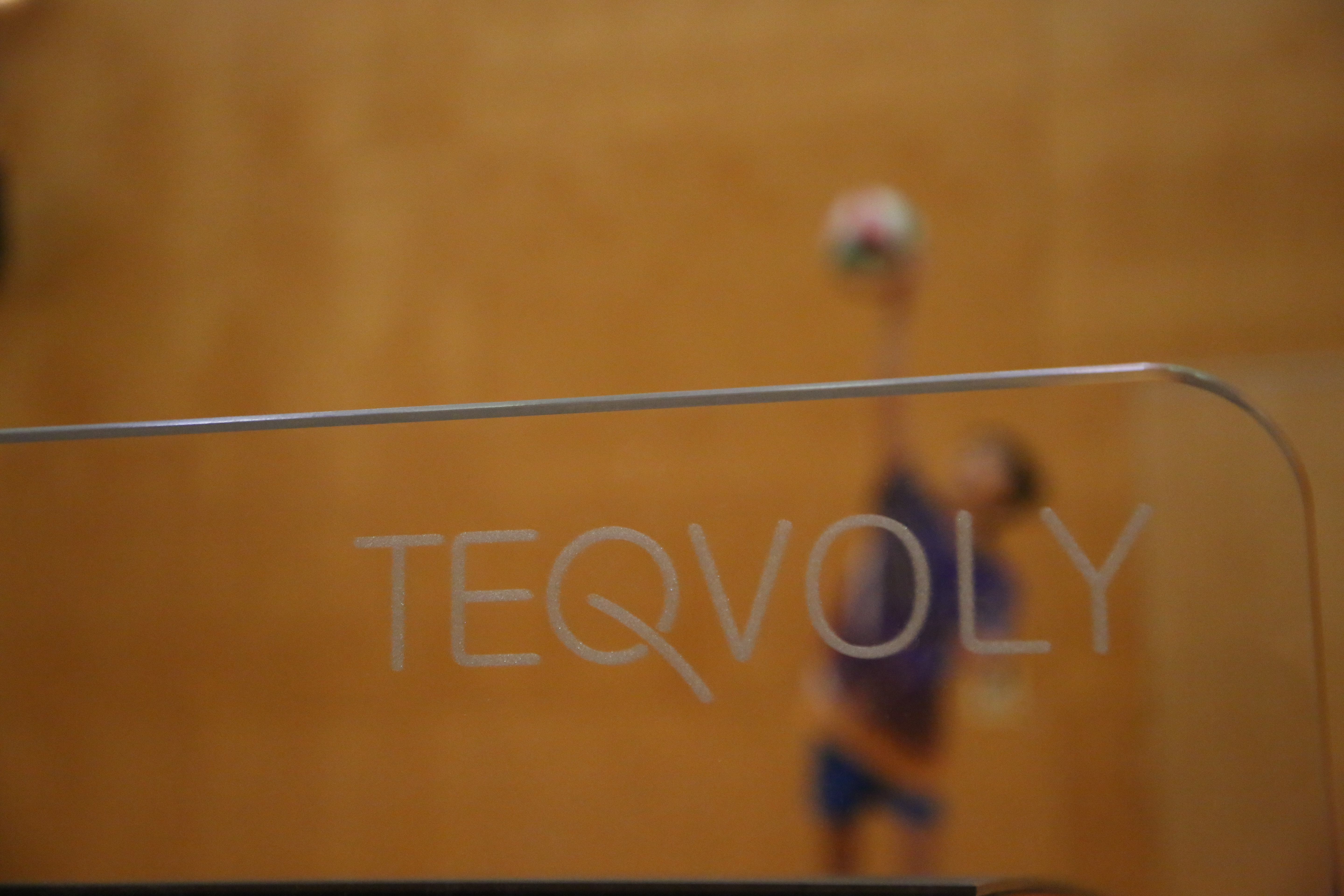
Das transparente „Plexiglasnetz“, im Hintergrund ein erfolgreicher Angriff

Teqvoly wird mit zwei Mannschaften aus jeweils zwei Spielern gespielt. Im Mittelpunkt der sechseckigen Spielfläche steht ein Tisch mit nach oben gebogener Oberfläche, der ähnlich wie ein Tischtennistisch aussieht; das „Netz“ besteht aus Plexiglas. Der Aufschlag erfolgt hinter der Grundlinie, beide Füße müssen dabei den Boden berühren und sich hinter der Servicelinie befinden.

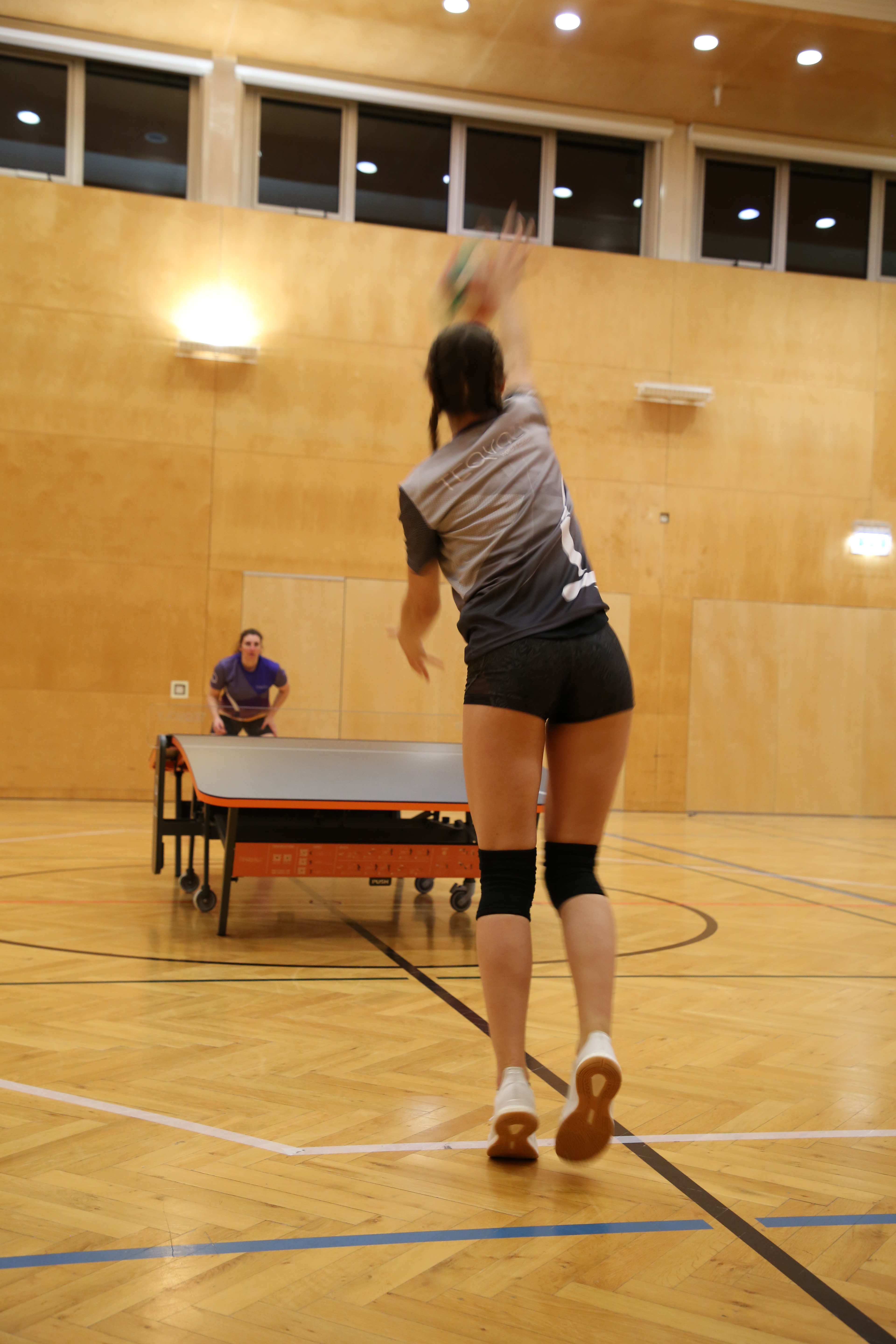
Unkorrektes Service wegen Fußfehler

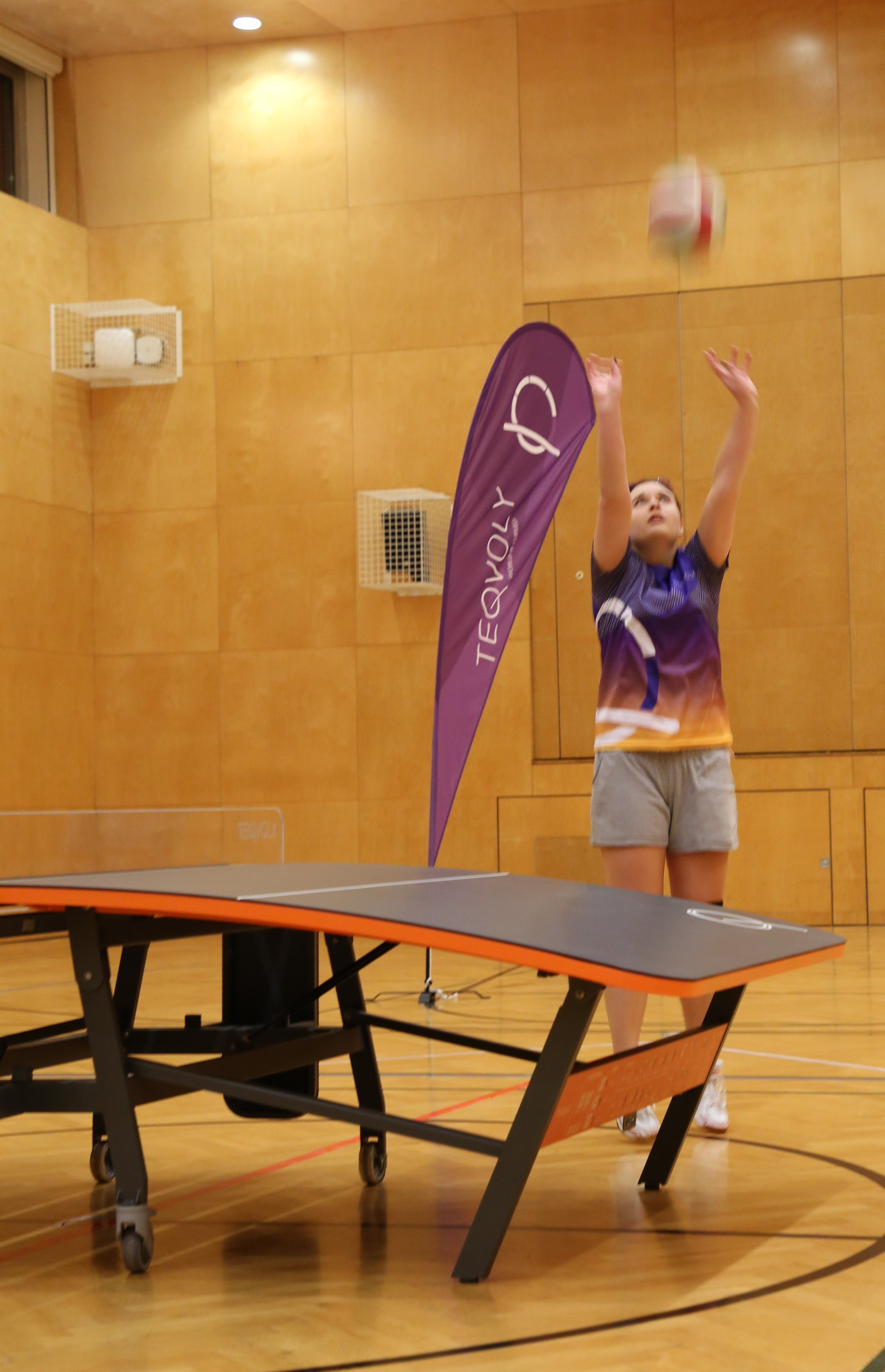
Aufspiel mittels Pritschen von der eigenen Feldseite.

Der Aufschlag darf das Netz nicht berühren und muss den Tisch auf der gegnerischen Seite genau einmal berühren. Bei einem Aufschlagfehler gibt es einen zweiten Versuch. Nach zwei gültigen Aufschlägen wechselt das Aufschlagrecht. Die Spieler haben pro Spielzug wie beim Volleyball und Beachvolleyball maximal drei Ballberührungen, wobei sie sich den Ball mindestens einmal zuspielen müssen.
Das Spielen des Balles auf die gegnerische Platte ist nur zulässig, wenn sich der Ball auf der Seite der eigenen Mannschaft befindet. Den Ball von der anderen Seite zurück aufzuspielen ist möglich. Diese und die letzte Ballberührung muss volleyballtechnisch sauber und mit den Armen gespielt werden. Außerdem muss der Angriff bei einem Team, nachdem er innerhalb gespielt wurde, im nächsten Spielzug von außerhalb der Spielfeldbegrenzung erfolgen. Befindet sich der Ball vor dem Angriff innerhalb der Umrandung und muss zum Gegner gebracht werden, dann ist dies nur deutlich sichtbar nach oben erlaubt. Das Berühren des Tisches ist nie erlaubt.
Wenn ein Ball die Tischkante berührt, wird der Ball wiederholt, sofern ihn die andere Mannschaft nicht angenommen hat.
Ein Satz besteht aus zwei Abschnitten, in denen acht Punkte erreicht werden müssen. Um ein Spiel zu gewinnen, muss eine Mannschaft zwei Sätze für sich entscheiden. Ein eventueller dritter Satz wird bis zwölf Punkte gespielt, wobei ab 7:7 nach jedem Aufschlag gewechselt wird.

## Besonderheiten

### Mixed und gleichgeschlechtlich

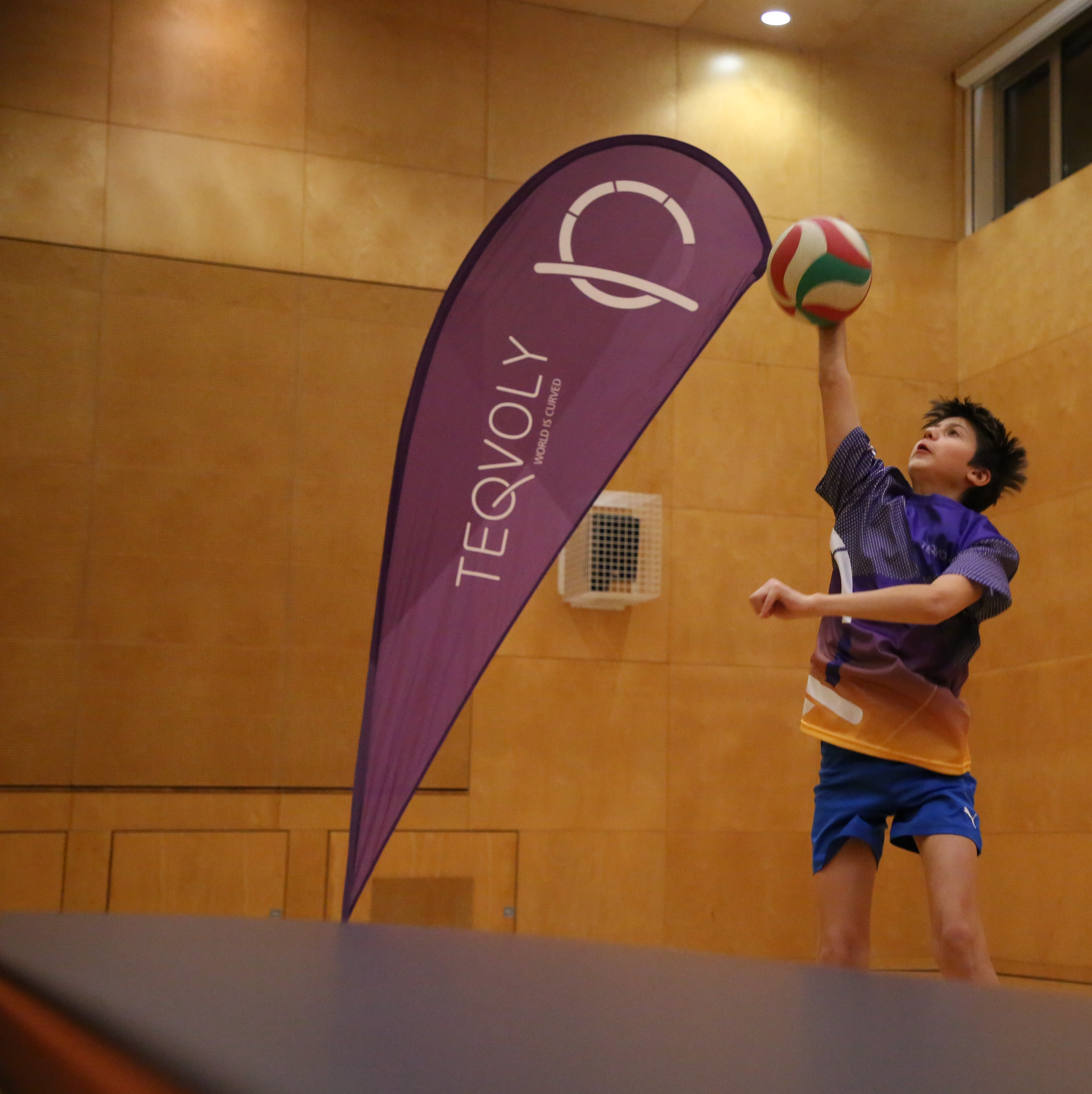
Kinder und Frauen dürfen beim Angriff in das Feld hineinspringen.

Gespielt wird sowohl in gleichgeschlechtlichen als auch in Mixed Zweier-Teams, und zwar durchaus im selben Bewerb. Die Regeln erlauben es Frauen in die Spielfeldbegrenzung hineinzuspringen, was den körperlichen Unterschied zu Männern ausgleicht. Zusätzlich definieren die Regeln eine klar festgelegte Aufschlags- und Annahmefolge: pro Spieler maximal zwei Service, davon je eines auf jeweils einen Gegner. Das verhindert die Dominanz einer Person am Feld.

### Präzision und Härte
Der gebogene Tisch macht die Ballflugkurve tückisch. Gleichzeitig sorgt diese Besonderheit für die Möglichkeit sowohl sehr hart anzugreifen und damit die Verteidigung weit hinter den Tisch zu zwingen, oder auch – durch das Springen für Frauen erleichtert – den Ball präzise und sanft möglichst an den unteren Rand des Tisches zu spielen, wodurch er fast nicht abspringt.

## Geschichte und internationale Verbreitung
Teqvoly entstand in Ungarn. Sie ist eine Abwandlung des Teqball, das vom Weltverband FITEQ organisiert wird. In Österreich gründete der SSVV Hart eine eigene Abteilung für Teqvoly und stellte auch die österreichischen Teilnehmer für die erste Weltmeisterschaft (siehe unten). In Deutschland wurde der Sport im September 2019 bei den Ungarn-Tagen in Düsseldorf vorgestellt. Die ehemalige ungarische Volleyballnationalspielerin Barbara Dégi ist an der Verbreitung beteiligt und organisierte im Januar 2020 eine Präsentation bei einem Volleyball-Bundesligaspiel des USC Münster, an der die deutschen Beachvolleyball-Meister David und Bennet Poniewaz teilnahmen. Die deutsche Volleyballnationalmannschaft der Männer setzte den Tisch schon beim Training ein. Der aus Ungarn stammende deutsche Nationalspieler Georg Grozer junior unterstützt nach seinem Karriereende die Verbreitung der Sportart.

## Wettbewerbe
Am 7. und 8. September 2019 fand die erste Teqvoly-Weltmeisterschaft in Budapest statt. Dabei wurde um 25.000 Dollar Preisgeld gespielt. 16 Nationen waren an dem Turnier beteiligt. Im Finale setzten sich die Polen Michał Włostowski und Jakub Choromański gegen das österreichische Duo, bestehend aus Michael Bachler und Manuel Fellner vom SSVV Hart, durch. Gastgeber Ungarn gewann das Spiel um den dritten Platz gegen Tschechien.
Im Februar 2020 wurde ein internationaler Challenger-Cup in London ausgetragen. Weitere Turniere waren in Dakar, Graz und Ungarn geplant.